# Теста, Просперо
Проспе́ро Те́ста (итал. Prospero Testa; XVI—XVII век) — итальянский священник, композитор, органист и музыкальный педагог.

## Биография
О жизни и сочинениях Просперо Тесты практически ничего не известно. Однако, Шипьоне Черрето упоминает его среди наиболее выдающихся композиторов и органистов, действовавших в Неаполе в 1601 году. От также упоминается среди музыкантов — исполнителей для неаполитанской королевской семьи. Среди учеников Тесты одним из наиболее выдающихся называется Джованни Мария Сабино.